# Голям Иргиз
Голя̀м Иргѝз (на руски: Большой Ирги́з) е река в Европейска Русия в Самарска и Саратовска област, ляв приток на Волга. Дължината ѝ е 675 km, която ѝ отрежда 106-о място по дължина сред реките на Русия.
Река Голям Иргиз води началото си от северните склонове на централната част на възвишението Общ Сърт на 230 m н.в., на 9 km североизточно от село Касияново, Болшечерниговски район на Самарска област, на границата с Оренбургска област. По цялото се протежение реката тече в западна посока през степни райони като силно меандрира – по права линия разстоянието от извора до устието ѝ е 270 km, а действителната ѝ дължина 675 km. Влива се във Волгоградското водохранилище на река Волга, при нейния 1096 km, на 23 m н.в., при град Волск, разположен на отсрещния бряг на Волга.
Водосборният басейн на Голям Иргиз обхваща площ от 24 000 km2, което представлява 1,76% от водосборния басейн на река Волга. Във водосборния басейн на реката попадат части от териториите на Самарска и Саратовска област.
Границите на водосборния басейн на реката са следните:
- на север – водосборните басейни на реките Самара, Чапаевка и Малък Иргиз, леви притоци на Волга;
- на югоизток – водосборния басейн на река Урал;
- на юг – водосборните басейни на реките Голям Узен и Малък Узен, пресъхващи в северната част на Прикаспийската низина.

Река Малък Иргиз получава малко притоци, като от 2 тях са дължина над 100 km.
- 406 → Камелик 222 / 9070, при село Клевенка, Саратовска област
- 128 → Голям Кушум 107 / –, северно от село Голям Кушум, Саратовска област

Подхранването на реката е смесено, като преобладава снежното. Среден годишен отток в устието 23 m3/s. Пълноводието на реката е през март и април, през който период за около 30 дни протича около 86% от годишния отток. Замръзва през ноември, а се размразява през април, като в отделни участъци поради малкото количество вода замръзва до дъното. Пролетния ледоход продължава средно около 7 дни. През лятото на отделни участъци пресъхва.
По течинето на реката са разположени селата Болшая Глушица и Пестравка (районни центрове) в Самарска област и град Пугачов в Саратовска област.
Водите на реката се използват за напояване на обширните обработваеми райони по течението ѝ. Изградени са две големи водохранилища: Сулакско (площ 20 km2, обем 0,115 km3) и Пугачовско (площ 10 km2, обем 0,06 km3). От Сулакското водохранилище на юг се отделя Саратовския напоителен канал, който достига до река Малък Узен. Общо във водосборния басейн на Голям Иргиз са изградени около 800 микроязовира с общ обем 0,45 km3.